# 2000 en droit
Cet article présente les faits marquants de l'année 2000 en droit.

## Événements

### Janvier
- 1er janvier 2000, Suisse : entrée en vigueur de la troisième Constitution fédérale.

### Mars
- 23 mars 2000, Belgique : insertion d'un article 22 bis dans la Constitution à propos des droits de l'enfant.

### Mai
- 16 mai 2000, Belgique : révision de l'article 147 de la Constitution, la Cour de cassation n'est plus compétente pour juger les ministres.

### Juin
- 1er juin 2000, Inde : le Foreign Exchange Management Act (FEMA) abroge le FERA de 1973 et dépénalise les délits en matière de change.
- 15 juin, France : première vague de recodification à droit constant de nombreux codes du droit en France.

### Septembre
- 18 septembre, France : deuxième vague de recodification du droit en France.

### Décembre
- 13 décembre, France : loi relative à la solidarité et au renouvellement urbains, instaurant entre autres les PLU.
- 23 décembre, France : troisième vague de recodification du droit en France.